# ロバート・ボッシュ (企業)
ロバート・ボッシュ（Robert Bosch GmbH, [bɒʃ]; ドイツ語: [bɔʃ] ( 音声ファイル)）またはボッシュは、ドイツのシュトゥットガルト近郊ゲルリンゲンに本社を置く多国籍エンジニアリング・テクノロジー企業である。1886年にロバート・ボッシュがシュトゥットガルトで創業した。世界最大の自動車部品サプライヤーであり、製造業の企業としても世界最大級である。慈善団体であるロバート・ボッシュ・スティフトゥング（ロバート・ボッシュ財団）が当社株式の92％を所有している。
ボッシュの中核事業領域は、モビリティ（ハードウェア・ソフトウェア）、消費財（家電製品や電動工具を含む）、インダストリアルテクノロジー（駆動・制御を含む）、エネルギー・建築テクノロジーの4つの事業分野にまたがっている。

## 沿革
- 1886年11月15日：ロバート・ボッシュが Werkstätte für Feinmechanik und Elektrotechnik（「精密機械と電気技術のための作業場」の意）を開設。第一次世界大戦後には日本や満州国、中華民国などアジアにも進出した。
- 2022年10月：先進運転支援システム向けSoCの開発強化のため、オランダのItoMを買収する計画を発表。
- 2024年：日立ジョンソンコントロールズ空調の全株式を取得し、家庭用ルームエアコン事業に参入。日立とライセンス契約を結び「白くまくん」のブランドを使用[4][5]。

## ボッシュ株式会社 （日本法人）
ボッシュ株式会社（英: Bosch Corporation）は、ボッシュ・グループに属し、日本において自動車部品の開発・製造・販売、および自動車機器（アフター市場向け）や電動工具などの輸入・販売を行う企業である。以下「ボッシュ（株）」と表記する。

### 概要
親会社はロバート・ボッシュ（以下「独ボッシュ社」）であり、ボッシュ・グループの日本およびアジアにおける戦略的拠点の役割を担う。
近年は、独ボッシュ社ライセンスによる「コモンレール式ディーゼル燃料噴射装置」「ESC（エレクトロニック・スタビリティ・コントロール）」の日本での普及に力を入れている。

### 歴史
1911年7月7日、横浜のアンドリュース・アンド・ジョージ商会と日本でのボッシュ製品の販売および修理に関する代理店契約を締結。その後、1920年5月にイリス商会 (C. Illies & Co.) とボッシュと代理店契約を締結。永らく代理店経由での事業展開を行っていたが、1972年9月に、独ボッシュ社100%出資子会社の日本法人として、ロバート・ボッシュ・ジャパン株式会社（1985年にボッシュ株式会社へ社名変更）を東京・渋谷のヂーゼル機器ビル内に設立した。
現在は独ボッシュ社の子会社だが、主な母体となっているのは旧ゼクセル（ZEXEL、ヂーゼル機器）、旧ボッシュブレーキシステム（自動車機器）、旧アスコ、旧ボッシュ株式会社（以下「ボッシュKK」）の4社である。

### 沿革
- 1953年 - 東証1部に上場。
- 2008年 - 上場廃止。
- 2024年 - 本社を東京都渋谷区から横浜市都筑区に移転[7]

#### 旧ゼクセル（ディーゼルシステム事業）

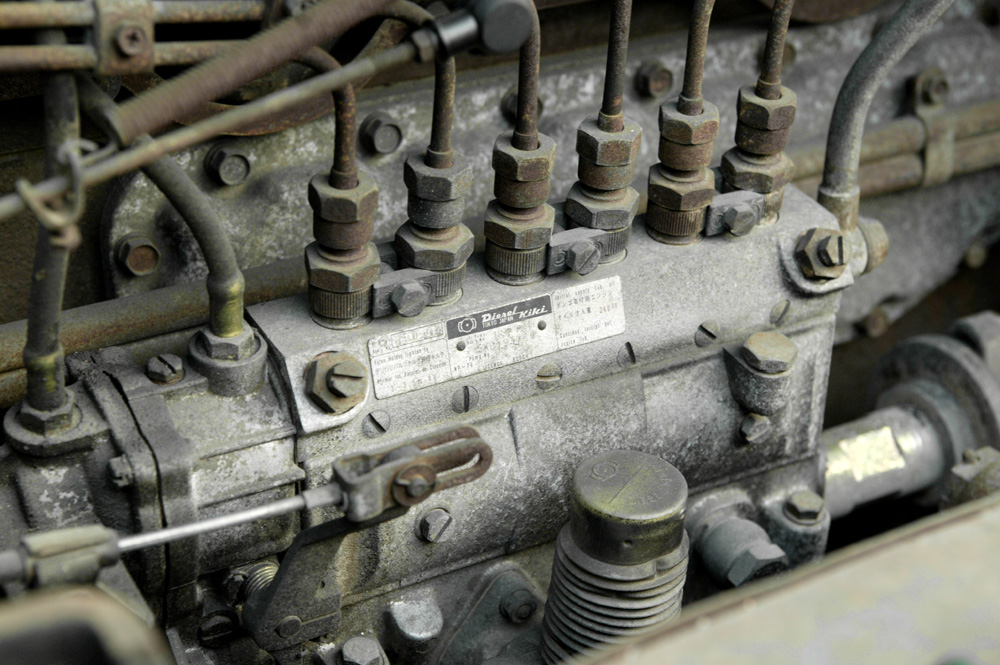
いすゞ・DA120型エンジンのヂーゼル機器製ボッシュA型燃料噴射ポンプ
銘板に旧社名と旧ロゴが見える

源流は、ディーゼルエンジンの基幹部品である「燃料噴射装置」の国産化を目指し、1939年（昭和14年）に東京自動車工業、三菱重工、池貝自動車、神戸製鋼、新潟鉄工が共同出資した企業「ヂーゼル機器」である。1930年代、日本では車両用高速ディーゼルエンジンの開発が各社で推進されていたが、最重要な基幹部品である燃料噴射システムは良好なものを自力開発できず、実用面の制約となっていた。このため、同時期において世界的にも優秀とされていた独ボッシュ式無気噴射システムのライセンス導入を図ったのである。
1939年に独ボッシュ社からライセンスを受け、埼玉県松山町（現・東松山市）に工場を設立。自動車業界の念願であったボッシュ燃料噴射装置の国産化に日本で初めて成功し、日本におけるディーゼル自動車などの普及に大きな役割を果たした。その後、ゼクセル（1990年7月）、ボッシュオートモーティブシステム（2000年）と社名変更や分社・合併を経たが、現在でも社内で最大の事業である。多数の自動車メーカーの共同出資による独立系部品メーカーという経緯、特殊な技術を要する競合の少ない製品であるという特徴から、業界グループの枠を超え、国内および海外の幅広い自動車メーカーやディーゼルエンジンメーカーと取引関係があるが、一時期はいすゞ自動車の子会社だったこともある。主要製品は各種ディーゼルエンジン用燃料噴射装置。
ゼクセル時代はディーゼル燃料噴射装置とカーエアコンが事業の二本柱であった。独ボッシュ社のゼクセル子会社化に伴い、カーエアコン事業は分社化され（ただしバス用エアコンと車載用冷凍装置事業のみサーモキング（アメリカ）と事業統合）、ヴァレオ（フランス）との合弁会社「ゼクセルヴァレオクライメートコントロール」に移管されたため、ボッシュオートモーティブシステムへの社名変更後もゼクセルの名前はしばらくこちらに引き継がれていた。しかし、2005年4月のヴァレオへの株式売却により資本関係は解消されたため、ゼクセルヴァレオクライメートコントロールは2005年11月よりヴァレオの完全子会社「ヴァレオサーマルシステムズ」として新たにスタートを切った。
またトルセン事業は独自技術で競合が少ないこともあり、旧ゼクセル時代は三本目の柱として期待されたが、独ボッシュ社のゼクセル子会社化に伴い、2003年8月に豊田工機（現・ジェイテクト）に事業譲渡された。
なお、旧・ヂーゼル機器時代の1988年4月25日に、当時操業していた狭山工場において電気めっきに使用していたシアン化合物約500リットルを近隣の入間川に流出させ、下流の荒川から取水する浄水場を一時取水中止に追い込むという重大事故を発生させている。

#### 旧ボッシュブレーキシステム（シャシーシステム事業）
ヂーゼル機器がベンディックス社（アメリカ）のライセンスによりブレーキ関連部品の生産を始めたことに始まる。当時、ベンディックス社と独ボッシュ社が競合関係にあったため、技術情報の流出を警戒したボッシュ側の要請により、1955年にヂーゼル機器のブレーキ部門が分離独立し「自動車機器」となった。
その後、1999年に日本エービーエス（独ボッシュ社とナブコ〔現・ナブテスコ〕の合弁会社、1984年設立）、ナブコ乗用車ブレーキ関連事業、自動車機器の3社をボッシュ・グループがまとめる形でボッシュブレーキシステムとなり、さらに2002年、ボッシュオートモーティブシステムに吸収された。主要製品はアンチロック・ブレーキ・システムや横滑り防止機構などのブレーキ制御システム。

#### 旧アスコ（電子制御機器事業）
ゼクセルと独ボッシュ社との電子機器製造の合弁会社である「アスコ」（AIRBAG SYSTEM CORPORATIONの頭文字。1992年設立）に始まる。社名に示す通り、エアバッグユニットの製作を行っていた。2000年、ボッシュエレクトロニクスに社名変更、その後2002年にボッシュオートモーティブシステムに吸収された。歴史は旧ゼクセルとほぼ共有している。主要製品はECUやセンサ類などの自動車用電子制御機器およびトランスミッション関連部品。

#### 旧ボッシュKK（電動工具事業およびオートモーティブ・アフターマーケット事業）
独ボッシュ社の日本における事業を取りまとめる形で設立された独ボッシュ社の完全子会社ボッシュKKに始まる、ボッシュ製品の輸入・販売を行う商社である。メーカーではないため、他の事業に比べて規模は小さいが、ホームセンターや自動車用品店で一般消費者が目にするボッシュ・ブランドの商品は、この会社が手がけたものである。主要製品はドライバ、ドリル、グラインダ、マルチツールなどの電動工具や、バッテリ、スパークプラグ、ランプ、ワイパーブレードなどの自動車用アフターパーツ。
かつて電動工具はハンマードリルなどプロ・建設業向け製品が主で、海外高級電動工具ブランドといった感があったが、近年ではそのブランドイメージを利用しDIY向け商品を開発・販売している。プロ向け商品はボディーが青色ベース、DIY向け商品は緑色ベースと差別化されている。

### 社名について
2005年の合併（ボッシュオートモーティブシステム+ボッシュKK）においては、ボッシュオートモーティブシステムが吸収する形になっているが、ボッシュKKの中には電動工具などの非自動車分野の事業もあり、合併によって新会社全体の事業の幅としても自動車分野以外に拡大したため、吸収される側のボッシュKKの社名であったボッシュ株式会社を新社名としている。

### 独ボッシュ社との関係
社名に「ボッシュ」を冠していることもあり、「独ボッシュ社の日本における現地法人」と認識されたり、マスコミにもそのように書かれることもある。
しかし、実際には完全子会社化以前の独ボッシュ社の持ち株比率は過半数程度で、この会社自身も上場企業であったこともあり、母体となった各社も多くはもともと独立した企業として長い歴史を有しているため、現在は会社法上の子会社であることには違いはないものの、最初から完全子会社だった旧ボッシュKKの事業を除いては、「親会社が主導して外国に拠点として設けられた完全子会社（またはそれに近い会社）」といった「現地法人」の一般的なイメージとは異なる。
他方、ボッシュ・グループは親会社の統制が強い経営方針・文化であり、ボッシュ・グループの一員としての立場と、自身の上場企業としての独立性や他の株主への配慮とのバランスをいかに取るかという課題を抱えていたが、独ボッシュ社が2008年に友好的なTOBによる完全子会社化を実施したためこれらの課題も現在は解消され、日本のボッシュ・グループ各社をとりまとめる役割も果たしている。
独ボッシュ社による友好的TOBは2008年4月24日から6月19日まで実施。その結果、独ボッシュ社は既保有分を含めて97.55%の株式を取得した。ボッシュ株式会社は10月20日に上場廃止となり、独ボッシュ社の完全子会社となっている。

### 主要拠点
- 本社（神奈川県横浜市都筑区）
- 横浜事務所（神奈川県横浜市都筑区）
ガソリンシステム開発など
- 東松山工場（埼玉県東松山市）
ディーゼルエンジン用燃料噴射装置など
- 寄居工場（埼玉県大里郡寄居町）
燃料噴射ノズル、インジェクターなど
- 太田工場（群馬県太田市）
ディーゼルエンジン用燃料噴射装置など
- 栃木工場（栃木県那須塩原市）
ブレーキ用ハイドロリックユニットなど
- むさし工場（埼玉県比企郡滑川町）
ブレーキ用部品など

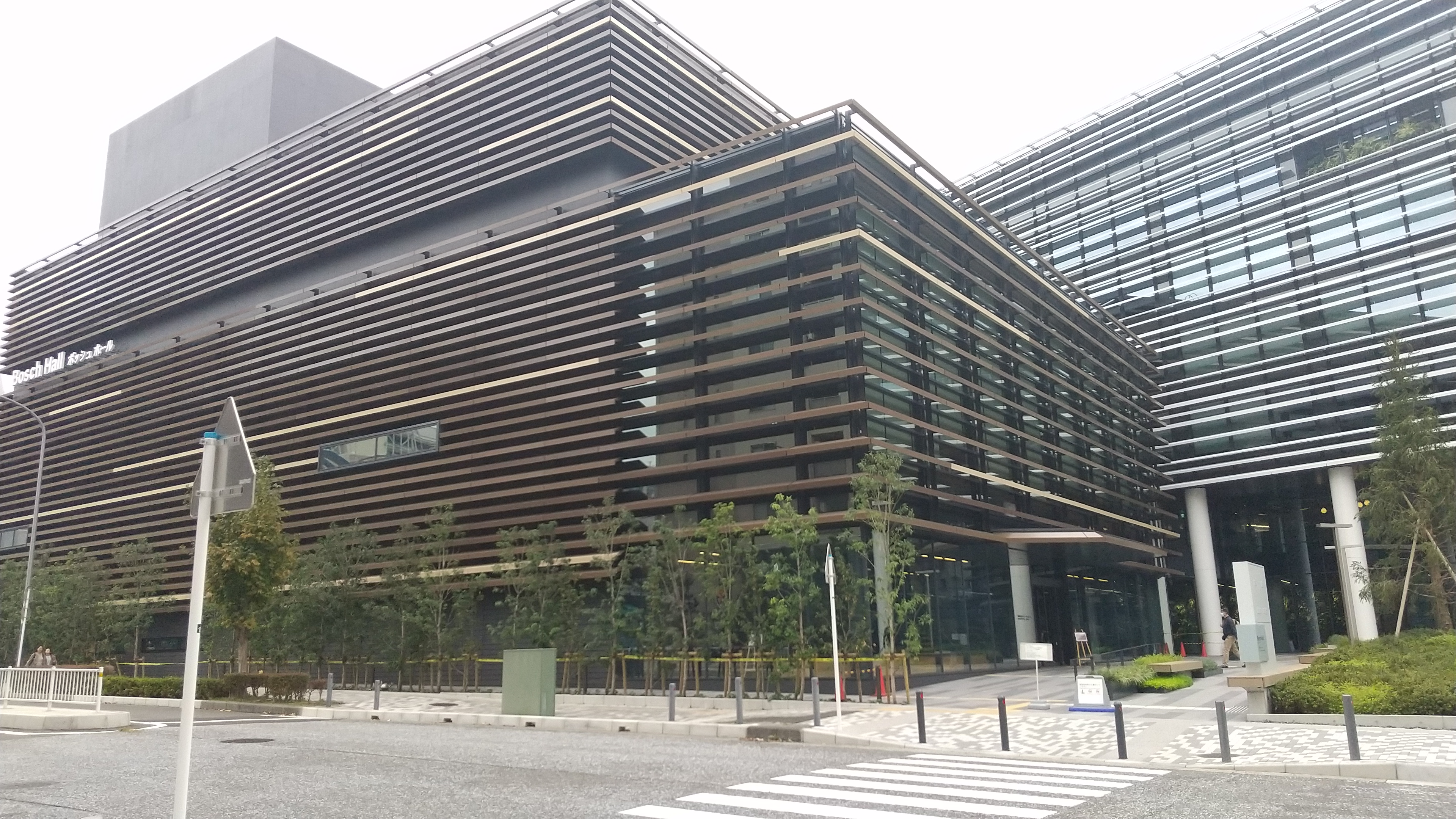
左：都筑区民文化センター（愛称「ボッシュホール」）と右：ボッシュ本社

旧ゼクセルのトルセンや燃料噴射ノズルなどの製造拠点であった狭山工場（埼玉県狭山市）は2003年8月末にトルセン事業を豊田工機（現・ジェイテクト）に売却した際、その拠点として譲渡された。
旧自動車機器の本社・中心的な工場であり、長らくブレーキ用部品の製造拠点であった東松山第二工場（埼玉県東松山市）は、機能がむさし工場に移管され、2008年に廃止された。それに伴い、東松山第一工場は東松山工場に改名された。女満別空港の旧滑走路がブレーキの試験場となっている。
旧アスコの中心的な工場で、電子機器部品などの製造拠点であった富岡工場（群馬県富岡市）は、機能が海外のボッシュグループ関係会社や国内の他事業所に移管された後、2014年完全閉鎖され、AED製造の日本光電工業グループに売却された。
自動車関連事業のアフターサービスについては、全国各地の自動車整備業（オルタネーターやスターターなどの電装品や、噴射ポンプなどの機械類の分解整備の専門や、それを得意とする企業が多い）が、ボッシュ（株）と代理店契約を結びサービスを行っている。これらボッシュ代理店の中でも古くから事業を行っている企業については、旧・ヂーゼル機器を祖とする企業や、同社より事業を引き継いだ企業の代理店でもあることが多い。以下はその一例。
- 旧・ゼクセルからカーエアコン事業を引き継いだ ヴァレオ・サーマルシステムズ
- 旧・自動車機器などと設立した合弁会社を基とする、クノールブレムゼ商用車システムジャパン など。

さらには「ヂーゼル機器」「ゼクセル」の名を冠する代理店もある。
2022年2月24日、横浜市都筑区で整備を進めている研究開発施設に本社機能を集約し、研究開発の促進や業務効率化を図るべく、2024年12月までの移転完了を目指すと発表した。横浜市と共同で本社ビルを建設したことから、2025年3月開館予定の都筑区民文化センターも併設している。

### 食器洗い機・乾燥機の不具合について
かつてボッシュKKが独ボッシュ社製電化製品の輸入販売を手がけていたことがあり、そのうち1984年から1992年までに輸入販売した食器洗い機と乾燥機について、不具合による発煙・発火事故が数度発生している。無償点検・修理を行う旨をユーザーに呼びかけたものの、周知が進まず、2007年2月に経済産業省から対策を急ぐよう指示された。